# Romeo Vučić
Romeo Vučić, né le 30 janvier 2003 à Vienne en Autriche, est un footballeur autrichien qui évolue au poste d'avant-centre à l'Austria Vienne.

## Biographie

### En club
Né à Vienne en Autriche, Romeo Vučić est formé par l'un des clubs de la capitale, l'Austria Vienne. Il signe son premier contrat professionnel avec le club le 3 juillet 2021. 
Il participe à son premier match en équipe première le 21 novembre 2021, lors d'une rencontre de première division autrichienne face au SK Austria Klagenfurt. Il entre en jeu à la place de Manfred Fischer (en) et les deux équipes se neutralisent (0-0 score final). Vučić inscrit son premier but le 6 mars 2022, lors d'une rencontre de championnat face à l'Admira Wacker. Entré en jeu à la place d'Alexander Grünwald, il donne la victoire à son équipe quelques minutes plus tard (1-2 score final).
Le 19 juillet 2024, Romeo Vučić rejoint le Grazer AK sous la forme d'un prêt d'une saison avec option d'achat,.

### En sélection
Le 23 septembre 2022, Romeo Vučić joue son premier match avec l'équipe d'Autriche espoirs, face au Monténégro. Il entre en jeu à la place de Yusuf Demir, et son équipe s'impose sur le score de cinq buts à un.